# Midland M16
Chronologie des modèles (2006)
Aucun Aucun
La Midland M16 est une monoplace de Formule 1 de l'écurie Midland F1 Racing engagée au cours de la saison 2006, aux mains de Tiago Monteiro et Christijan Albers.

## Historique
L'équipe Midland F1 Racing est créée suite au rachat de l'écurie Jordan Grand Prix  en 2005 par le milliardaire canadien d'origine russe Alex Shnaider, patron de la société d'investissement Midland. L'équipe pouvait espérer progresser, grâce aux dollars de son propriétaire ajoutés à la compétence des membres de l'ex écurie Jordan. Cependant la preuve n'est plus à faire que l'argent n'a jamais remplacé le travail en F1 (l'équipe Toyota en est la preuve vivante : plus gros budget en F1 depuis plusieurs saisons et des performances moyennes), et les M16 dont les "ancêtres" Jordan EJ15 avaient du mal à surclasser les Minardi, auront fort à faire, surtout depuis que la dite écurie  Scuderia Minardi est passée sous la coupe de Red Bull et ne manquera a priori plus de fonds, ce à quoi il faut ajouter l'autorisation d'utiliser un V10, certes bridé mais d'une fiabilité éprouvée.
Heureusement tout n'est pas noir au sein de l'écurie titulaire d'une licence russe, à commencer par les pilotes, Tiago Monteiro, meilleur rookie de la saison précédente, et Christijan Albers, en provenance de Minardi. Le deuxième atout de l'écurie est son moteur, un V8 Toyota officiel, réputé pour être l'un des meilleurs blocs du plateau. Les essais de l'intersaison confirmèrent malheureusement que, malgré le changement de livrée, les M16 restent peu ou prou au niveau des EJ15 et qu'il sera par conséquent difficile à ses pilotes de prétendre à autre chose qu'à des places de second ou troisième rang. D'autant plus qu'ils n'ont couvert que 9472 km en essais, soit le dernier score du plateau, Toro Rosso et Super Aguri F1 exceptés. En comparaison, Honda, recordman de l'exercice en a bouclé 26982.
Les premiers rendez-vous de la saison confirmèrent ce verdict : les Toro Rosso sont très loin devant, et les vrais adversaires de Monteiro et Albers sont les deux pilotes de Super Aguri F1 : Takuma Satō et Yuji Ide, dont la monoplace est une Arrows de 2002 adaptée à la nouvelle réglementation, que les Midland ont tout de même le bon goût de devancer. À ces faibles performances s'ajoutent entre les Grands Prix de Saint-Marin et d'Europe des rumeurs insistantes selon lesquelles l'équipe aurait de graves soucis financiers et devrait annoncer son retrait du Championnat du monde au soir du Grand Prix de Monaco.
En Allemagne, pour le Grand Prix d'Europe, les M16 restent dans le rang, terminant bonnes dernières, douzième et treizième, Monteiro devant Albers. Une semaine plus tard, en Espagne, les monoplaces russes restèrent à leur niveau, sur le circuit d'essais privilégié de toutes les écuries, et c'est donc très loin du triomphateur du jour, Fernando Alonso que termine Monteiro, Albers abandonnant sur un problème châssis.
A Monaco, les deux monoplaces finissent la course, non sans un accrochage stupide au départ entre les deux pilotes. Après ce Grand Prix, les rumeurs de rachat s'intensifièrent, sans qu'aucune annonce officielle ne soit faite, mais il semble alors que le mystère ne soit pas la possibilité d'un rachat mais l'identité du repreneur. Ces rumeurs faiblissent quelque peu durant le week-end du grand prix d'Angleterre, bien terne pour les pilotes de l'équipe russe. Leur monoplace stagne en performance et seule la domination d'Albers sur Monteiro est à retenir de ce morne week-end.

## Résultats en championnat du monde de Formule 1

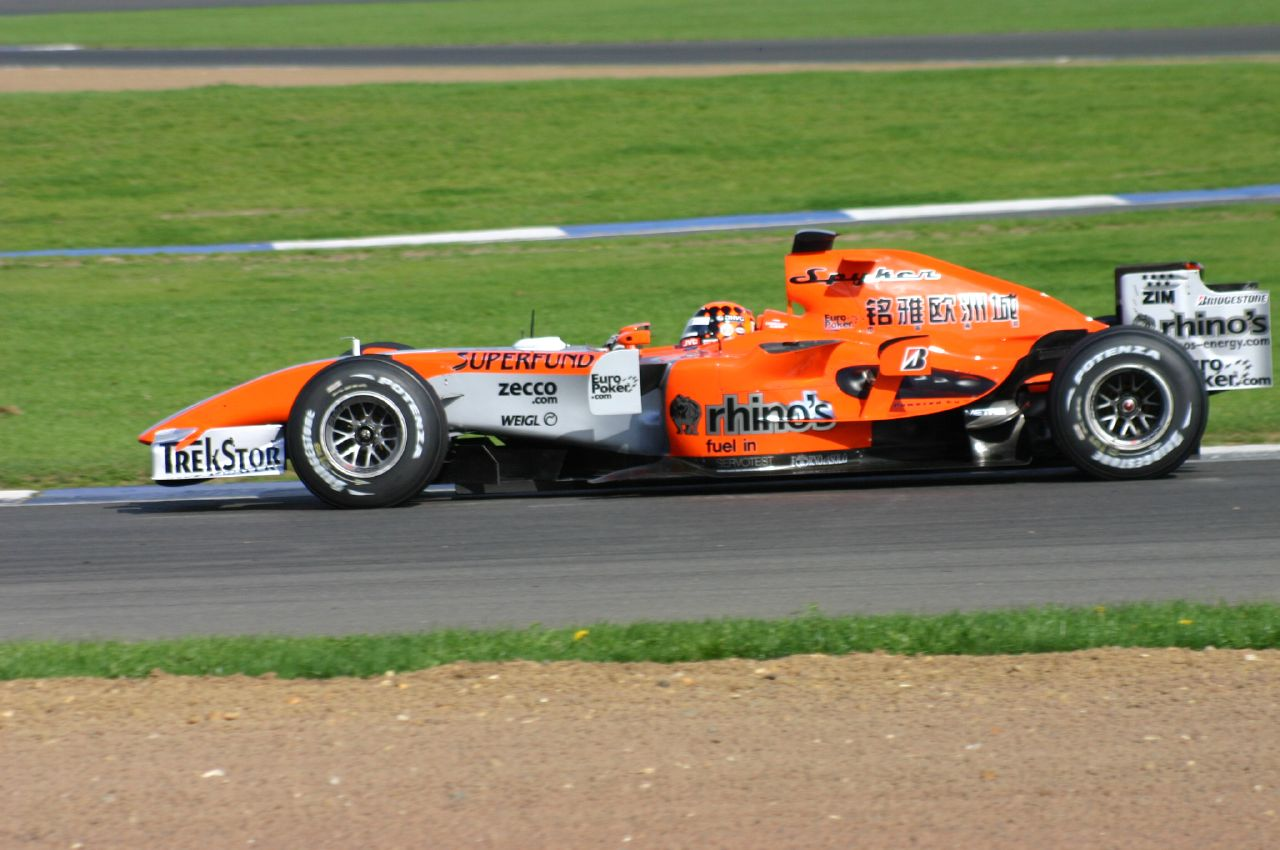
Christijan Albers au volant de la Midland M16, rachetée par Spyker

| Saison | Écurie                       | Moteur        | Pneus       | Pilotes           | Courses | Courses | Courses | Courses | Courses | Courses | Courses | Courses | Courses | Courses | Courses | Courses | Courses | Courses | Courses | Courses | Courses | Courses | Points inscrits | Classement |
| Saison | Écurie                       | Moteur        | Pneus       | Pilotes           | 1       | 2       | 3       | 4       | 5       | 6       | 7       | 8       | 9       | 10      | 11      | 12      | 13      | 14      | 15      | 16      | 17      | 18      | Points inscrits | Classement |
| ------ | ---------------------------- | ------------- | ----------- | ----------------- | ------- | ------- | ------- | ------- | ------- | ------- | ------- | ------- | ------- | ------- | ------- | ------- | ------- | ------- | ------- | ------- | ------- | ------- | --------------- | ---------- |
| 2006   | MF1 Racing Spyker MF1 Racing | Toyota RVX-06 | Bridgestone |                   | BAH     | MAL     | AUS     | SMR     | EUR     | ESP     | MON     | GBR     | CAN     | USA     | FRA     | ALL     | HON     | TUR     | ITA     | CHI     | JAP     | BRÉ     | 0               | 10e        |
| 2006   | MF1 Racing Spyker MF1 Racing | Toyota RVX-06 | Bridgestone | Tiago Monteiro    | 17e     | 13e     | Abd     | 16e     | 12e     | 16e     | 15e     | 16e     | 14e     | Abd     | Abd     | Dsq     | 9e      | Abd     | Abd     | Abd     | 16e     | 15e     | 0               | 10e        |
| 2006   | MF1 Racing Spyker MF1 Racing | Toyota RVX-06 | Bridgestone | Christijan Albers | Abd     | 12e     | 11e     | Abd     | 13e     | Abd     | 12e     | 15e     | Abd     | Abd     | 15e     | Dsq     | 10e     | Abd     | Abd     | 15e     | Abd     | 14e     | 0               | 10e        |

Légende : ici 